# Les enfants vont bien
Pour plus de détails, voir Fiche technique et Distribution.
Les enfants vont bien est un film dramatique français écrit et réalisé par Nathan Ambrosioni, dont la sortie est prévue pour 2025,.

## Synopsis
Un soir d'été, Suzanne (Juliette Armanet), accompagnée de ses deux jeunes enfants, rend une visite impromptue à sa sœur Jeanne (Camille Cottin). Mais au réveil, Jeanne découvre que Suzanne a disparu sans laisser d'autres explications qu’un mot. Face à l’incompréhension et à l’impossibilité d’engager une procédure de recherche, Jeanne doit désormais s’occuper des enfants de sa sœur, tout en affrontant ses propres démons.

## Fiche technique
- Réalisation : Nathan Ambrosioni
- Scénario : Nathan Ambrosioni
- Photographie : Victor Seguin
- Montage : Nathan Ambrosioni
- Production : Nicolas Dumont, Hugo Sélignac
- Sociétés de production : Chi-Fou-Mi Productions, France 2 Cinéma
- Distribution : StudioCanal
- Pays d’origine :  France
- Genre : Drame
- Langue originale : français
- Date de sortie :
  - France : 3 décembre 2025 Date sujette à modification

## Distribution
- Camille Cottin : Jeanne
- Juliette Armanet : Suzanne
- Monia Chokri : Nicole
- Manoâ Varvat
- Nina Birman
- Guillaume Gouix
- Féodor Atkine
- Frankie Wallach
- Myriem Akheddiou
- Tania Dessources

## Production
Le film est produit par Chi-Fou-Mi Productions, en coproduction avec France 2 Cinéma et StudioCanal. Il a été préacheté par Canal+, Ciné+ et France Télévisions. Le tournage a eu lieu entre octobre et décembre 2024.

## Réception
Le film figure parmi les longs métrages français les plus attendus de 2025 selon Vogue France et Ozzak. Il est présenté comme un drame familial explorant les liens entre sœurs, la disparition volontaire et la parentalité imposée,.